# Watertoren (Soestdijk)
De watertoren van Paleis Soestdijk is een voormalige combinatie van watertoren en windmolen uit 1680. De aandrijving werd bij te weinig wind verzorgd door een rosmolen in de toren.

## Ontstaan
De watertoren, een van de oudste van Nederland, bevindt zich in het park aan de achterzijde van Paleis Soestdijk. In 1674 werd het landgoed Soestdijk aangekocht door de toenmalige stadhouder Willem III. Hij investeerde veel geld om de tuinen te verfraaien en liet ook twee fonteinen aanleggen. Om deze te kunnen laten werken diende er een hoger gelegen waterreservoir te komen om voldoende druk te creëren.

## Ontwerp
Rond 1680 kreeg de architect Willem Meesters de opdracht om een windwatermolen te bouwen. Hij ontwierp een rond reservoir van baksteen met plat dak met op bovenkant een windmolen met zes wieken en aan de voorkant een bijgebouw. Wanneer er onvoldoende wind was en de fonteinen toch moesten werken werd de molen aangedreven door middel van paardenkracht. Het paard liep binnen in het gebouw rondjes om de machinerie heen. Tevens werd in de molen graan gemalen. In 1882 verving de architect Lucas Eberson de rosmolen door een stoommachine. In het gebouw zijn nog resten van de rosmolen aanwezig.
In de toren was volgens een verslag uit 1687 naast bovengenoemde zaken ook een zogenaamde 'glacière' aanwezig. Dit is een kelder waarin ijs dat in de wintermaanden was uitgehakt werd bewaard om in de zomermaanden voor koeling van etenswaren te worden gebruikt.
Door de steeds hoger wordende bomen in het park werd de windvang van de molen steeds minder en de rosmolen werd de belangrijkste aandrijving. Uiteindelijk werd de molen op de kop afgebroken en bleef enkel de functie van watertoren in stand totdat dat door aansluiting van Soestdijk op het waterleidingnet niet meer nodig was. In het gebouw dat op de rijksmonumentenlijst staat, is nu een souvenirwinkeltje gevestigd.
Amersfoort ·
Baarn ·
Bilthoven ·
Breukelen ·
Bunnik ·
Doorn ·
Lopik ·
Maarsbergen ·
Maarssen ·
Meerkerk ·
Mijdrecht ·
Nieuwegein ·
Oudewater ·
Rhenen ·
Soest ·
Soestdijk ·
Utrecht (Amsterdamsestraatweg 380 ·
Heuveloord ·
De Inktpot ·
Neckardreef ·
Spoorwegmuseum ·
Riouwstraat ·
Lauwerhof) ·
Vianen ·
Woerden ·
Woudenberg ·
Zeist